# Cy Strulovitch
Sidney Strulovitch, detto Cy (Côte-Saint-Luc, 20 giugno 1925 – 11 giugno 2020), è stato un cestista canadese.

## Carriera
Era un giocatore del YMHA Montréal. Ha disputato le Olimpiadi 1948 con il Canada, scendendo in campo in 5 occasioni.